# Angela Metzger
Angela Metzger (geboren 1986 in Gunzenhausen) ist eine deutsche Konzertorganistin.

## Leben und Werk
Angela Metzger wurde 1986 geboren und erhielt als Achtjährige ersten Klavierunterricht. Das Abitur legte sie mit dem Leistungsfach Musik ab. Es folgte ein Studium der Kirchenmusik mit A-Diplom sowie im Konzertfach Orgel mit Diplom, Master und Meisterklasse bei Edgar Krapp und Bernhard Haas an der Hochschule für Musik und Theater München. Sie studierte außerdem Hauptfach Oboe am Tiroler Landeskonservatorium Innsbruck bei Konrad Zeller. Während ihrer Studienzeit erhielt sie ein Stipendium in der Musikerförderung des Cusanuswerks, das Deutschlandstipendium und war Künstlerin bei Yehudi Menuhin Live Music Now.
Sie widmet sich der gesamten Bandbreite der Orgelmusik, erlangte Anerkennung sowohl auf historischen als auch modernen Instrumenten und wurde zu Veranstaltungen und Festivals eingeladen. So war sie zu Gast beim Altenburger Musikfestival, beim Barockfestival Varaždin, bei der „Nacht zeitgenössischer Orgelmusik“ in Berlin, den „orgel-mixturen“ in der Kunst-Station Sankt Peter Köln, „BRANDNEU“ Kassel sowie beim aDevantGarde-Festival in München. Sie arbeitete mit zeitgenössischen Komponisten wie  Mark Andre, Moritz Eggert, Betsy Jolas, Philipp Maintz, Johannes X. Schachtner, Dominik Susteck und Francesco Filidei zusammen.
Angela Metzger trat auf internationalen Orgelfestivals wie „Fugato“ Bad Homburg, dem Bergen Orgelsommer, den „Celebrity Organ Recitals“ in Edinburgh, dem Musikfest ION Nürnberg und „Toulouse les Orgues“ auf. 2025 gastierte sie beim Festival Milano Musica in Mailand und beim Quincena Musical de San Sebastián. Sie konzertierte in verschiedenen Ländern, darunter Ägypten und Israel, sowie in Konzertsälen wie dem Konzerthaus Berlin, dem Gewandhaus Leipzig, der Philharmonie Essen, der Historischen Stadthalle Wuppertal, der Musashino Civic Cultural Hall in Tokio und dem Royal Opera House Muscat (Oman). Sie war Gast bei einer Tournee mit dem Gürzenich-Orchester Köln unter der Leitung von François-Xavier Roth in der Kölner Philharmonie und der Elbphilharmonie Hamburg. Als Solistin spielte Angela Metzger bei den Augsburger Philharmonikern, beim WDR Sinfonieorchester Köln in der Reihe „Musik der Zeit“ unter der Leitung von Titus Engel, bei den Essener Philharmonikern und beim Philharmonischen Orchester Helsinki. 
Ihre Konzertkarriere dokumentieren Rundfunk- und Fernsehaufzeichnungen sowie CD-Produktionen mit Solo- und Kammermusikwerken. Ihre Solo-CD „Raumgestalten“, aufgenommen an den Orgeln für Neue Musik der Kunst-Station Sankt Peter Köln, wurde für den Preis der Deutschen Schallplattenkritik 2020 nominiert und von der Fachpresse als Referenzaufnahme gelobt. Im Juni 2022 präsentierte sie ihr Solo-Album „Circuli“ bei Organum Classics.
Neben ihren Konzertaktivitäten engagiert sich Angela Metzger im Bereich der Lehre. Im Wintersemester 2017/18 übernahm sie die Professurvertretung für Bernhard Haas an der Musikhochschule München. Seit 2023 unterrichtet sie Orgel an der Hochschule für evangelische Kirchenmusik Bayreuth. Sie gab Meisterkurse beim Leeds International Organ Festival in Kooperation mit der University of Huddersfield sowie bei der 1. Junior-Akademie Orgel Altenburg an historischen Instrumenten. Auszeichnungen erhielt sie bei den internationalen Orgelwettbewerben von Bad Homburg, Tokio, Wiesbaden und Wuppertal sowie beim ARD-Wettbewerb München. Sie wurde mit dem Bayernwerk-Kulturpreis für ihre hervorragenden Leistungen in der Musik und 2019 mit dem Bayerischen Kunstförderpreis des Bayerischen Staatsministeriums für Wissenschaft und Kunst geehrt.
Anlässlich der Verleihung des Bayerischen Kunstförderpreises wurde Angela Metzger als eine außergewöhnliche junge Künstlerin gewürdigt, welche die Orgel wie kaum jemand ihrer Generation beherrsche. „Sie zeichnet sich nicht nur durch eine hervorragende Spieltechnik sowie hohe interpretatorische Intelligenz aus, sondern auch durch ihren hingebungsvollen Einsatz für das zeitgenössische Repertoire.“ Sie arbeitete mit Komponisten an Uraufführungen, präsentierte Werke mit  Moderationen und gastierte auf nationalen und internationalen Orgelfestivals.

## Auszeichnungen
- 2025: Kunstförderpreis der Landeshauptstadt München
- 2019: Bayerischer Kunstförderpreis des Bayerischen Staatsministeriums für Wissenschaft und Kunst
- 2015: Kulturpreis der Bayernwerk AG
- 2015: Internationaler Orgelwettbewerb Wuppertal
- 2014: Internationaler Orgel-Interpretationswettbewerb um den Bachpreis der Landeshauptstadt Wiesbaden
- 2013: Concours International pour Orgue Saint-Maurice
- 2012: Seventh International Organ Competition Musashino, Japan
- 2011: Internationaler Musikwettbewerb der ARD, München
- 2010: FUGATO-Orgelwettbewerb Bad Homburg

## Tonträger
- 2025: Betsy Jolas: Works for Organ. Orgel Solo sowie Orgel und Orchester Neos
- 2022: Circuli. Orgel solo. Organum Classics.
- 2022: Kyklos. Orgel solo. Schott Music.
- 2020: Raumgestalten. Orgel solo. ARE-Verlag.
- 2018: Markus Lehmann-Horn: Die Sterne des Himmels fielen auf die Erde… (2012) für Orgel solo. In: solo works. solo musica, München.
- 2018: Laudazioni alla Vergine Maria. Sopran und Orgel. Rondeau Production.